# Hymenophyllum kaieteurum
Hymenophyllum kaieteurum là một loài dương xỉ trong họ Hymenophyllaceae. Loài này được Jenman mô tả khoa học đầu tiên năm 1898.